# Ry Cooder (album)
Ry Cooder je debutové studiové album amerického hudebníka Ry Coodera. Jde o eponymní album vydané v prosinci roku 1970 u vydavatelství Reprise Records. Album produkovali Van Dyke Parks a Lenny Waronker. V žebříčku časopisu Billboard Pop albums se album umístilo nejlépe na 216. příčce. Mimo jedné autorské skladby („Available Space“) obsahuje album samé coververze.

## Seznam skladeb
| Strana 1 (LP) | Strana 1 (LP)                                      | Strana 1 (LP)                                   | Strana 1 (LP) |
| Pořadí        | Název                                              | Autor                                           | Délka         |
| ------------- | -------------------------------------------------- | ----------------------------------------------- | ------------- |
| 1.            | Alimony                                            | Brenda Jones, Welton Young, Robert Higginbotham | 2:11          |
| 2.            | France Chance                                      | Joe Callicott                                   | 2:45          |
| 3.            | One Meat Ball                                      | Louis Singer, Hy Zaret                          | 2:27          |
| 4.            | Do Re Mi                                           | Woody Guthrie                                   | 3:03          |
| 5.            | My Old Kentucky Home (Turpentine & Dandelion Wine) | Randy Newman                                    | 1:45          |
| 6.            | How Can a Poor Man Stand Such Times and Live?      | Alfred Reed                                     | 2:45          |

| Strana 2 (LP)  | Strana 2 (LP)        | Strana 2 (LP)        | Strana 2 (LP) |
| Pořadí         | Název                | Autor                | Délka         |
| -------------- | -------------------- | -------------------- | ------------- |
| 1.             | Available Space      | Ry Cooder            | 2:11          |
| 2.             | Pigmeat              | Huddie Ledbetter     | 3:07          |
| 3.             | Police Dog Blues     | Arthur Blake         | 2:43          |
| 4.             | Goin' to Brownsville | John Estes           | 2:43          |
| 5.             | Dark Is the Night    | Blind Willie Johnson | 2:48          |
| Celková délka: | Celková délka:       | Celková délka:       | 33:28         |

## Obsazení
- Ry Cooder – kytara, mandolína, baskytara, zpěv
- Van Dyke Parks – klavír
- Chris Ethridge – baskytara
- Richie Hayward – bicí
- Roy Estrada – baskytara
- Milt Holland – bicí, perkuse
- John Barbata – bicí
- Max Bennett – baskytara
- Bobby Bruce – housle
- Gloria Jones & Co. – zpěv